# Хорватия на летних Олимпийских играх 2000
Хорватия принимала участие в Летних Олимпийских играх 2000 года в Сиднее (Австралия) в третий раз за свою историю, и завоевала одну бронзовую и одну золотую медали. Сборная страны состояла из 88 спортсменов (63 мужчины,  25 женщин).

## Медалисты
| Медаль | Спортсмен | Вид спорта           | Дисциплина         |
| ------ | --- | -------------------- | ------------------ |
| Золото | Николай Пешалов | Тяжёлая атлетика     | Мужчины, до 62 кг  |
| Бронза | Игор Бораска Крешимир Чуляк Игор Францетич Тихомир Франкович Силвийо Петришко Никша Скелин Синиша Скелин Томислав Смолянович Бранимир Вуевич | Академическая гребля | Мужчины, восьмёрки |

## Результаты соревнований

### Академическая гребля
В следующий раунд из каждого заезда проходили несколько лучших экипажей (в зависимости от дисциплины). В финал A выходили 6 сильнейших экипажей, остальные разыгрывали места в утешительных финалах B-D.
Мужчины
| Соревнование  | Спортсмены                      | Предварительный заезд | Предварительный заезд | Предварительный заезд | Отборочный заезд | Отборочный заезд | Отборочный заезд | Полуфинал      | Полуфинал      | Полуфинал      | Финал   | Финал   | Итоговое место |
| Соревнование  | Спортсмены                      | Заезд                 | Время                 | Место                 | Заезд            | Время            | Место            | Заезд          | Время          | Место          | Время   | Место   | Итоговое место |
| ------------- | ------------------------------- | --------------------- | --------------------- | --------------------- | ---------------- | ---------------- | ---------------- | -------------- | -------------- | -------------- | ------- | ------- | -------------- |
| двойки        | Оливер Мартинов Нинослав Сарага | 1                     | 6:52,57               | 3 Q                   | не участвовали   | не участвовали   | не участвовали   | 1              | 6:46,00        | 6              | Финал B | Финал B | 8              |
| двойки        | Оливер Мартинов Нинослав Сарага | 1                     | 6:52,57               | 3 Q                   | не участвовали   | не участвовали   | не участвовали   | 1              | 6:46,00        | 6              | 6:35,18 | 2       | 8              |
| двойки парные | Иван Юкич Тихомир Ярньевич      | 1                     | 6:39,69               | 5                     | 1                | 6:43,60          | 4 QC             | не участвовали | не участвовали | не участвовали | Финал C | Финал C | 14             |
| двойки парные | Иван Юкич Тихомир Ярньевич      | 1                     | 6:39,69               | 5                     | 1                | 6:43,60          | 4 QC             | не участвовали | не участвовали | не участвовали | 6:31,78 | 2       | 14             |

### Плавание
Спортсменов — 9
В следующий раунд на каждой дистанции проходили лучшие спортсмены по времени, независимо от места занятого в своём заплыве.
Мужчины
| Спортсмен                                           | Соревнование          | Предварительные заплывы | Предварительные заплывы | Полуфиналы | Полуфиналы | Финал     | Финал     |
| Спортсмен                                           | Соревнование          | Результат               | Место                   | Результат  | Место      | Результат | Место     |
| --------------------------------------------------- | --------------------- | ----------------------- | ----------------------- | ---------- | ---------- | --------- | --------- |
| Горан Кожуль                                        | 100 м на спине        | 55,43                   | 8                       | 56,26      | 14         | Не прошёл | Не прошёл |
| Марко Страхья                                       | 100 м на спине        | 56,26                   | 18                      | Не прошёл  | Не прошёл  | Не прошёл | Не прошёл |
| Ваня Рогуль                                         | 100 м брасс           | 1:03,58                 | 30                      | Не прошёл  | Не прошёл  | Не прошёл | Не прошёл |
| Сандро Томаш                                        | 400 м комплекс        | 4:38,31                 | 42                      |            |            | Не прошёл | Не прошёл |
| Дуе Драганья Марьян Каньер Иван Младина Ален Лончар | 4х100 м вольный стиль | 3:24,96                 | 19                      |            |            | Не прошли | Не прошли |

Женщины
| Спортсменка       | Соревнование | Предварительные заплывы | Предварительные заплывы | Полуфиналы | Полуфиналы | Финал     | Финал     |
| Спортсменка       | Соревнование | Результат               | Место                   | Результат  | Место      | Результат | Место     |
| ----------------- | ------------ | ----------------------- | ----------------------- | ---------- | ---------- | --------- | --------- |
| Смиляна Маринович | 100 м брасс  | 1:13,49                 | 30                      | Не прошла  | Не прошла  | Не прошла | Не прошла |

### Стрельба
Спортсменов — 1
После квалификации лучшие спортсмены по очкам проходили в финал, где продолжали с очками, набранными в квалификации. В некоторых дисциплинах квалификация не проводилась. Там спортсмены выявляли сильнейшего в один раунд.
Женщины
| Спортсмен         | Соревнование   | Квалификация | Место | Финал     | Место     | Всего | Место |
| ----------------- | -------------- | ------------ | ----- | --------- | --------- | ----- | ----- |
| Младенка Маленича | Винтовка, 10 м | 393          | 9     | Не прошла | Не прошла | 393   | 9     |

### Тяжёлая атлетика
Спортсменов — 1
В рамках соревнований по тяжёлой атлетике проводятся два упражнения - рывок и толчок. В каждом из упражнений спортсмену даётся 3 попытки, в которых он может заказать любой вес, кратный 2,5 кг. Победитель определяется по сумме двух упражнений.
Мужчины
| Спортсмен       | Категория | Вес   | Рывок | Рывок | Рывок | Толчок | Толчок | Толчок | Всего      | Место |
| Спортсмен       | Категория | Вес   | 1     | 2     | 3     | 1      | 2      | 3      | Всего      | Место |
| --------------- | --------- | ----- | ----- | ----- | ----- | ------ | ------ | ------ | ---------- | ----- |
| Николай Пешалов | до 62 кг  | 61,56 | 145,0 | 150,0 | 150,0 | 175,0  | 185,0  | —      | 325,0 (OR) |       |